# Cosmorhoe synthetica
Cosmorhoe synthetica är en fjärilsart som beskrevs av Louis Beethoven Prout 1922. Cosmorhoe synthetica ingår i släktet Cosmorhoe och familjen mätare. Inga underarter finns listade i Catalogue of Life.